# دقماق، حماة
دقماق (به عربی: دقماق) یک روستا در سوریه است که در ناحیه زیاره واقع شده‌است. دقماق ۱٬۰۴۲ نفر جمعیت دارد.